# Конституционный суд Румынии
Конституцио́нный су́д Румы́нии (рум. Curtea Constituțională a României) — судебный орган конституционной юрисдикции в Румынии, который действует независимо от всех ветвей публичной власти и выполняет роль гаранта верховенства Конституции в стране.
Конституционный суд осуществляет как предварительный, так и последующий конституционный контроль. Он организован по французской модели, однако в отличие от Конституционного совета Франции предварительный контроль является не обязательным и возможен только по запросу соответствующих субъектов (см. полномочия).

## Состав
Конституционный суд состоит из 9 членов назначаемых на девятилетний срок, повторно назначаться они не могут. Состав формируется при участии законодательной и исполнительной власти: 3 членов назначает Палата депутатов, 3 — Сенат, оставшиеся 3 члена назначаются Президентом. Председатель суда избирается судьями на 3 года тайным голосованием. Каждые 3 года состав суда обновляется на 1/3.

## Полномочия
Являясь гарантом верховенства Конституции, суд выполняет следующие задачи:
- решает вопросы о конституционности законов до их официального опубликования (вступления в силу) по запросам Президента, одного из председателей обеих палат Парламента, Правительства, Верховного кассационного суда, омбудсмена, 50 депутатов или 25 сенаторов;
- выносит решения о конституционности международных договоров и соглашений;
- выносит решения о конституционности действий Парламента по запросу Председателя палаты, парламентских групп, 50 депутатов или 25 сенаторов;
- принимает решение о неконституционности законов и постановлений;
- решает правовые споры конституционного характера между органами государственной власти;
- обеспечивает соблюдение порядка выборов Президента и подтверждает итоги голосования;
- выясняет обстоятельства, оправдывающие временное исполнение должностных обязанностей Президента и представляет выводы на рассмотрение парламента и правительства;
- даёт консультативное заключение по предложению об отстранении от должности Президента;
- обеспечивает порядок организации и проведения референдума и подтверждает его результаты;
- проверяет условия для осуществления права законодательной инициативы граждан;
- проверяет конституционность деятельности политических партий.

## Решения
До 2003 года решения румынского конституционного суда в отличие от иных конституционных судов были не окончательными. Парламент был наделён правом пересмотреть решение суда и переутвердить его 2/3 голосов каждой палаты, в этом случае оно становилось окончательным и Конституционный суд уже больше не мог возвращаться к рассмотрению данного дела. При этом существовало исключение из этого правила: дела о конституционности действий Парламента, в том числе соответствие внутренних регламентов не могли быть пересмотрены самим парламентом и являлись окончательными без его утверждения. С 2003 года после внесения соответствующих поправок в Конституцию Румынии 1991 года, решения Конституционного Суда Румынии стали окончательными, а парламент лишился своего права пересматривать его решения.